# Builenpest
De builenpest is de meest voorkomende vorm van pest. De ziekte wordt veroorzaakt door de Yersinia pestis-bacterie en overgebracht door de rattenvlo.

## Ziektebeeld
De eerste symptomen treden doorgaans twee tot vijf dagen na besmetting op. Builenpest gaat gepaard met zeer pijnlijke lymfeklierzwellingen, die kunnen overgaan tot verettering. Meestal komen ook koorts, hoofdpijn en delirium voor.
Builenpest kent een hoge mortaliteit; zonder behandeling overleeft minder dan 40% van de geïnfecteerde personen de builenpest. De meeste sterfte vindt tussen de derde en vijfde dag na de eerste symptomen plaats. Gangreen ten gevolge van aantasting van eind-arteriën (ledematen en neus) komt vaak voor.  Dit leidt vaak tot amputatie van vingers, tenen of grotere delen van armen of benen.
De behandeling bestaat direct na de diagnose uit het toedienen van antibiotica. Gestart wordt per infuus met bijvoorbeeld Gentamycine of Tobramycine. Oraal kan ook Ciprofloxacine gegeven worden. Bij snelle behandeling stijgt de overlevingskans van 40 naar meer dan 85%.